# Carlos Moedas

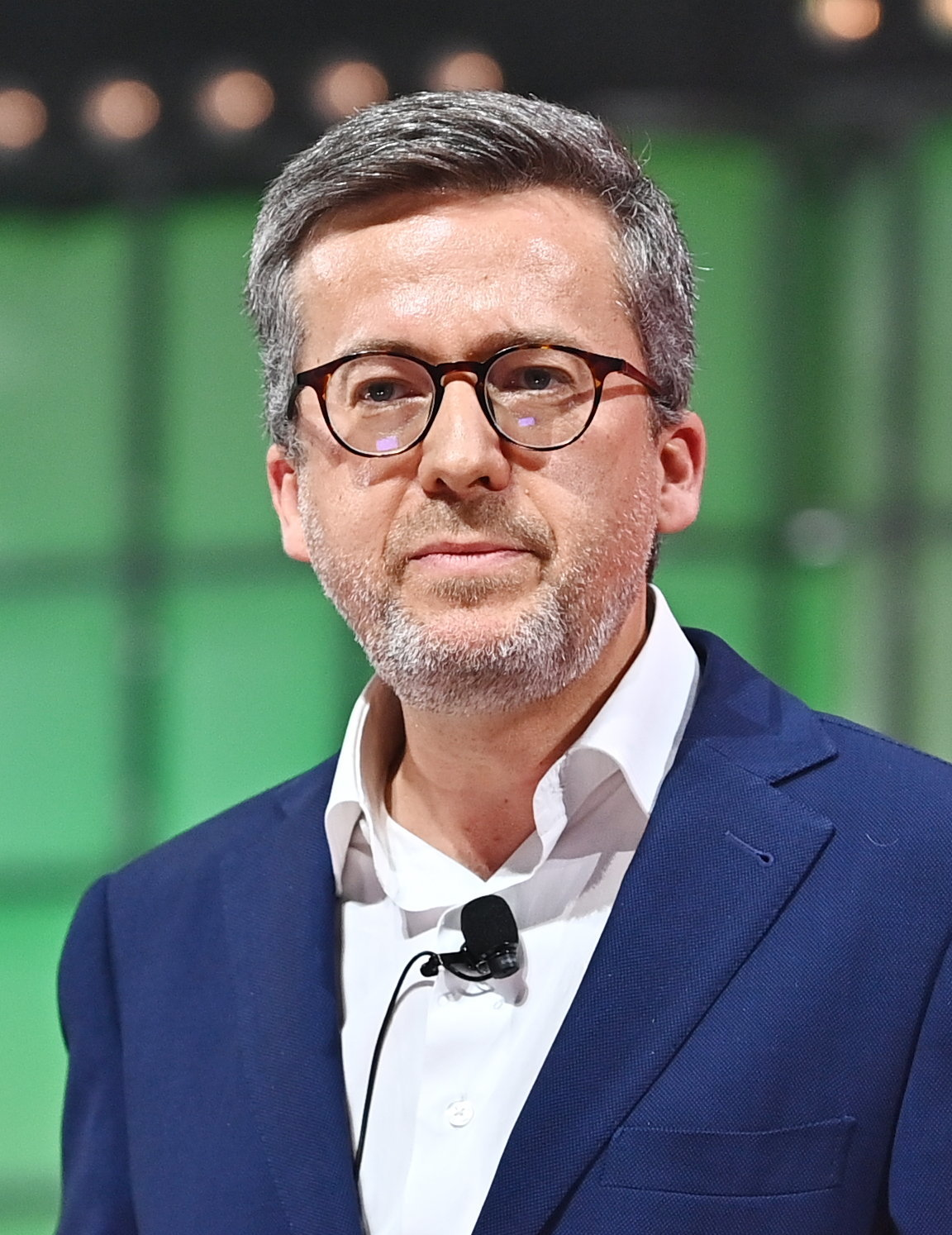
Carlos Moedas (2016)

Carlos Manuel Félix Moedas (* 10. August 1970 in Beja) ist ein portugiesischer Politiker der konservativ-liberalen Partido Social Democrata (PSD). Er diente als Staatssekretär im Kabinett Passos Coelho und war vom 1. November 2014 bis 30. November 2019 EU-Kommissar für Forschung, Wissenschaft und Innovation in der Kommission Juncker. Bei der Wahl am 26. September 2021 wurde er zum Bürgermeister von Lissabon gewählt und trat sein Amt am 18. Oktober 2021 an.

## Biografie

### Jugend und Studium
Carlos Moedas ist das jüngste Kind des Journalisten und Kommunisten José Moedas und einer Erzieherin. Er verbrachte seine Kindheit und Jugend in Beja im Alentejo. Nach der Schulzeit ging er mit 18 Jahren nach Lissabon und studierte Bauingenieurwesen am Instituto Superior Técnico in Lissabon und beendete sein letztes Studienjahr 1993 als Erasmus-Student an der École des Ponts ParisTech in Paris.

### Berufliche Karriere
Bei der Suez Lyonnaise des Eaux-Gruppe in Frankreich startete er das Berufsleben und arbeitete dort bis 1998. In jener Zeit lernte er auch seine Frau Céline Abdecassis kennen. Gemeinsam gingen sie 1998 in die USA. Während seine Frau in New York City arbeiten ging, durchlief Moedas die Harvard Business School und machte 2000 einen Master of Business Administration.
Anschließend kehrte Moedas nach Europa zurück, wo er zunächst in London bei Goldman Sachs auf dem Gebiet Fusionen und Übernahmen einen Job bekam, später dann bei Deutsche Bank am Aufbau der Eurohypo Investment Bank mitwirkte. Nach zehn Jahren im Ausland kehrte Moedas zurück in seine portugiesische Heimat und arbeitete bei Aguirre Newman, einem Investmentberater für Immobilien, als Geschäftsführer. Vier Jahre später startete er seine eigene Kapitalanlagegesellschaft Crimson Investment Management.

### Politische Karriere
Nach den Parlamentswahlen 2011 in Portugal nahm ihn Ministerpräsident Pedro Passos Coelho als seinen Staatssekretär in die Regierung auf, wo er schnell einer der wichtigsten Vertreter der Regierung in Gesprächen mit der Delegation der sogenannten „Troika“ wurde. Diese bestand aus Europäischer Kommission, Europäischer Zentralbank und Internationalem Währungsfonds und handelte das portugiesische Rettungsprogramm aus, welches im Mai 2014 endete.
Am 1. August 2014 wurde Moedas von Regierungschef Pedro Passos Coelho als Vertreter Portugals in die Kommission Juncker der Europäischen Kommission vorgeschlagen und am 10. September 2014 als EU-Kommissar für Forschung, Wissenschaft und Innovation berufen. Dieses Amt trat er am 1. November 2014 an. Mit Antritt der Kommission von der Leyen I am 1. Dezember 2019 schied er aus dem Amt aus.

### Privatleben
Moedas ist katholisch und seit 2000 mit der Französin Céline Abecassis verheiratet, sie ist Dozentin an der Katholischen Universität in Lissabon. Sie haben zusammen drei Kinder.

## Auszeichnungen
- Großoffizier des Ordens des Infanten Dom Henrique